# Cztery podstawy sukcesu
Także znane jako Drogi do mocy (pali iddhi-pāda) to w buddyzmie cztery właściwości, które prowadzą "do mocy ustanawiającej owoc ścieżki" Visudhi Magga. Cztery podstawy powodzenia należą do trzydziestu siedmiu Warunków Oświecenia (pali bodhipakkhiya-dhammā). Są to 
- skupienie zamiaru (pali chanda-samādhi)
- skupienie energii (pali viriya-samādhi)
- skupienie świadomości (pali citta-samādhi)
- skupienie poznania (pali vimam.sa-samādhi)

"Ktokolwiek, o mnisi przeoczył cztery drogi do mocy, ten przeoczył właściwą ścieżkę prowadzącą do wygaśnięcia cierpienia. Jednak ktokolwiek, o mnisi osiągnął cztery drogi do mocy, ten osiągnął właściwą ścieżkę prowadzącą do wygaśnięcia cierpienia." Iddhipada-vibhanga Sutta